# Тяньчжушань (аэропорт)
Аньцинский аэропорт Тяньчжушань (кит. трад. 安慶天柱山機場, упр. 安庆天柱山机场, IATA: AQG, ICAO: ZSAQ) аэропорт в провинции Аньхой, КНР, расположен в 6.3 км к северу от города Аньцин.

## История
Аэропорт Тяньчжушань был построен на базе военного аэродрома в городе Аньцин, на средства муниципальных органов власти. После реконструкции создания аэропорта двойного назначения — военного и гражданского аэропорта, был открыт в октябре 1993 года. Улучшение взлётно-посадочной полосы, освещение аэропортов, объектов радиосвязи и навигации, а также других крупных объектов, позволило в аэропорту, получить уровень 4С и принимать Б-737. Правительство Аньцина ежегодно инвестировало 7 млн юаней для поддержки аэропорта, однако, из-за серьёзной нехватки туристов, аэропорт терпел убытки год за годом. В октябре 2005 года правительство города Аньцин и группа компаний Hainan Airlines, подписали соглашение о сотрудничестве, и аэропорт был переименован в «Тяньчжушань», в честь живописной горы Тяньчжушань. Надо понимать, что переименование аэропорта в планах нового руководства, должно вызывать у туристов ассоциации с живописными местами, которые могут способствовать притоку новых туристов. Однако в марте 2006 года аэропорт вновь закрыт на реконструкцию. Муниципальное правительство Аньцина субсидирует около 4 миллионов юаней за работу по преобразованию интерьера терминала аэропорта, а также оптимизации и улучшения условий безопасности в аэропорту. 28 июня 2007 года, более чем через год после закрытия, аэропорт возобновил работу на маршруте Аньцин-Гуанчжоу.